# Rêve du première année
 (octobre 2021).

Une illustration du rêve du première année en deux dimensions. Chaque côté du carré a une longueur de X + Y. L'aire du carré est la somme de l'aire de la région jaune (= X ^{2}), de l'aire de la région verte (= Y ^{2}) et de l'aire des deux régions blanches (= 2 × X × Y).

Le nom de rêve du première année (comprendre « de l'étudiant de première année d'université » ; en anglais freshman's dream) est parfois donné à l'équation généralement erronée (x + y)n = xn + yn, où n est un nombre réel (généralement un entier positif supérieur à 1). Les élèves débutants commettent généralement cette erreur en calculant la puissance d'une somme de nombres réels, en supposant à tort que les puissances se distribuent sur les sommes,. Lorsque n = 2, il est facile de voir pourquoi c'est incorrect : (x + y)2 peut être correctement calculé comme x2 + 2xy + y2 en utilisant la distributivité. Pour des valeurs entières positives plus grandes de n, le résultat correct est donné par le formule du binôme de Newton.
Le nom de « rêve du première année » fait également parfois référence au théorème qui dit que, pour un nombre premier p, si x et y sont membres d'un anneau commutatif de caractéristique p, alors (x + y)p = xp + yp. Dans ce type d'arithmétique plus exotique, l'« erreur » donne en fait le résultat correct, puisque p divise tous les coefficients binomiaux en dehors du premier et du dernier, rendant tous les termes intermédiaires égaux à zéro.
L'identité est en fait vraie dans le contexte de la géométrie tropicale, où la multiplication est remplacée par l'addition et l'addition par le minimum.

## Exemples
- {\displaystyle (1+4)^{2}=5^{2}=25}, mais {\displaystyle 1^{2}+4^{2}=17}.
- {\displaystyle {\sqrt {x^{2}+y^{2}}}} n'est généralement pas égal à {\displaystyle {\sqrt {x^{2}}}+{\sqrt {y^{2}}}=|x|+|y|} . Par exemple, {\displaystyle {\sqrt {9+16}}={\sqrt {25}}=5}, qui n'est pas égal à 3 + 4 = 7 . Dans cet exemple, l'erreur est commise avec l'exposant n = 1/2

## Caractéristique de primalité
Lorsque p est un nombre premier et que x et y sont membres d'un anneau commutatif de caractéristique p, alors (x + y)p = xp + yp. Ceci peut être vu en examinant les facteurs premiers des coefficients binomiaux : le ne coefficient binomial est 
{\displaystyle {\binom {p}{n}}={\frac {p!}{n!(p-n)!}}.}
Le numérateur est la factorielle de p, qui est divisible par p. Cependant, lorsque 0 < n < p, ni n! ni (p − n)! n'est divisible par p puisque tous les termes sont inférieurs à p et p est premier. Puisqu'un coefficient binomial est toujours un entier, le ne coefficient binomial est divisible par p et donc égal à 0 dans l'anneau. Nous nous retrouvons alors avec les coefficients des puissances zéro et p, qui sont tous deux égaux à 1, donnant l'équation souhaitée.
Ainsi, en caractéristique p, le rêve du première année est une identité valide. Ce résultat démontre que l'exponentiation par p produit un endomorphisme, connu sous le nom d'endomorphisme de Frobenius de l'anneau.
L'exigence que la caractéristique p soit un nombre premier est au cœur de la vérité du rêve du première année. Un théorème apparenté indique que, si p est premier, alors (x + 1)p ≡ xp + 1 dans l' anneau polynomial {\displaystyle \mathbb {Z} _{p}[x]}. Ce théorème est un fait clé dans les tests de primalité modernes.

## Histoire et noms alternatifs
L'histoire du terme « rêve du première année » (en anglais freshman's dream) n'est pas claire. Dans un article de 1940 sur les champs modulaires, Saunders Mac Lane cite la remarque de Stephen Kleene selon laquelle une connaissance de (a + b)2 = a2 + b2 dans un corps commutatif de caractéristique 2 corromprait les étudiants de première année (freshman) en algèbre. Cela peut être le premier lien entre les expansions « du première année » et binomiale dans des domaines de caractéristique positive. Depuis lors, les auteurs de textes d'algèbre de premier cycle ont pris note de l'erreur courante. La première véritable attestation de l'expression « rêve du première année » (freshman's dream) semble se trouver dans le manuel d'algèbre de Hungerford (1974), où il cite McBrien. On trouve aussi l'expression « exponentiation du première année » (freshman exponentiation), utilisée dans Fraleigh (1998). L'expression « rêve du première année » elle-même, dans des contextes non mathématiques, est enregistrée depuis le XIXe siècle.
Puisque l'expansion de (x + y)n est correctement donnée par la formule du binôme de Newton (appelé en anglais binomial theorem), le « rêve du première année » est également connu sous le nom de « formule du binôme des enfants » (child's binomial theorem) ou « formule du binôme des écoliers » (schoolboy binomial theorem).
Une variante plus générale (mais qui n'a pas reçu de nom) est l'affirmation selon laquelle (en langage moderne) toutes les fonctions (simples) sont des applications linéaires, et donc par exemple {\displaystyle \sin(x+y)=\sin x+\sin y}, ou encore selon laquelle les formules (vraies) sont « réversibles », et donc puisque {\displaystyle \ln(xy)=\ln x+\ln y}, on doit avoir {\displaystyle \ln(x+y)=\ln x\ln y}. Inversement, certaines identités remarquables de cette forme semblent trop belles pour être vraies, comme la formule {\displaystyle \sin(a+b)\times \sin(a-b)=(\sin a+\sin b)\times (\sin a-\sin b)}, néanmoins exacte.